# Заров
Заров (нем. Sarow) — община в Германии, в земле Мекленбург-Передняя Померания.
Входит в состав района Деммин. Подчиняется управлению Деммин-Ланд.  Население составляет 777 человек (на 31 декабря 2010 года). Занимает площадь 33,61 км².
Коммуна подразделяется на 4 сельских округа.